# Monestir de Yuste
El Real Monestir de Sant Jeroni de Yuste és un monestir de l'orde jerònim (orde de Sant Jeroni) situat a dos quilòmetres del poble extremeny de Cuacos de Yuste a la comarca de La Vera de Càceres. És un dels més coneguts d'Espanya degut, en part, a la decisió de Carles V de passar allà els darrers anys de la seva vida.

## Història
L'any 1402 el propietari dels terrenys existents entre els rierols Gilona i Vercelejo (conegut també amb el nom de Yuste) els cedeix perquè els «ermitans de la pobra vida» puguin construir el seu convent. Segons compta la tradició aquells terrenys eren considerats sagrats perquè allà foren degollats pels moros 14 bisbes.
Gràcies a la generositat, entre d'altres, dels comtes d'Oropesa i de Plasencia, en 1508 comencen les obres de remodelació de l'edifici monacal que s'amplia i configura fins a arribar a tenir l'aspecte actual. Les obres finalitzen en 1525.
En 1556 Carles V trià el Monestir de Yuste per passar els darrers anys de la seva vida. Per tal d'acollir a l'emperador i el seu seguici personal, entre 60 i 70 persones, ampliaren les dependències construint la Casa-Palau. El 3 de febrer de 1557 té lloc l'arribada de Carles V al Monestir i el 21 de setembre de 1558 morí al Palau.
Durant la Guerra de la Independència les tropes franceses incendiaren les seves dependències quedant pràcticament destruïdes. Els Jerònims foren expulsats de Yuste i posteriorment, amb la desamortització de Mendizábal en 1811, el Monestir es posà en pública subhasta, iniciant-se una època d'abandonament i deteriorament de l'edifici.
El 3 de juny de 1931 es declarà Monument Històric-Artístic i s'inicià la recuperació de l'immoble.
En 1958, una vegada recuperat l'edifici, l'orde del Jerònims tornà al Monestir.

## L'edifici
Podem distingir el conjunt monacal i la Casa-Palau. En el conjunt monacal tenim l'església els dos claustres i les dependències monacals.

### L'església

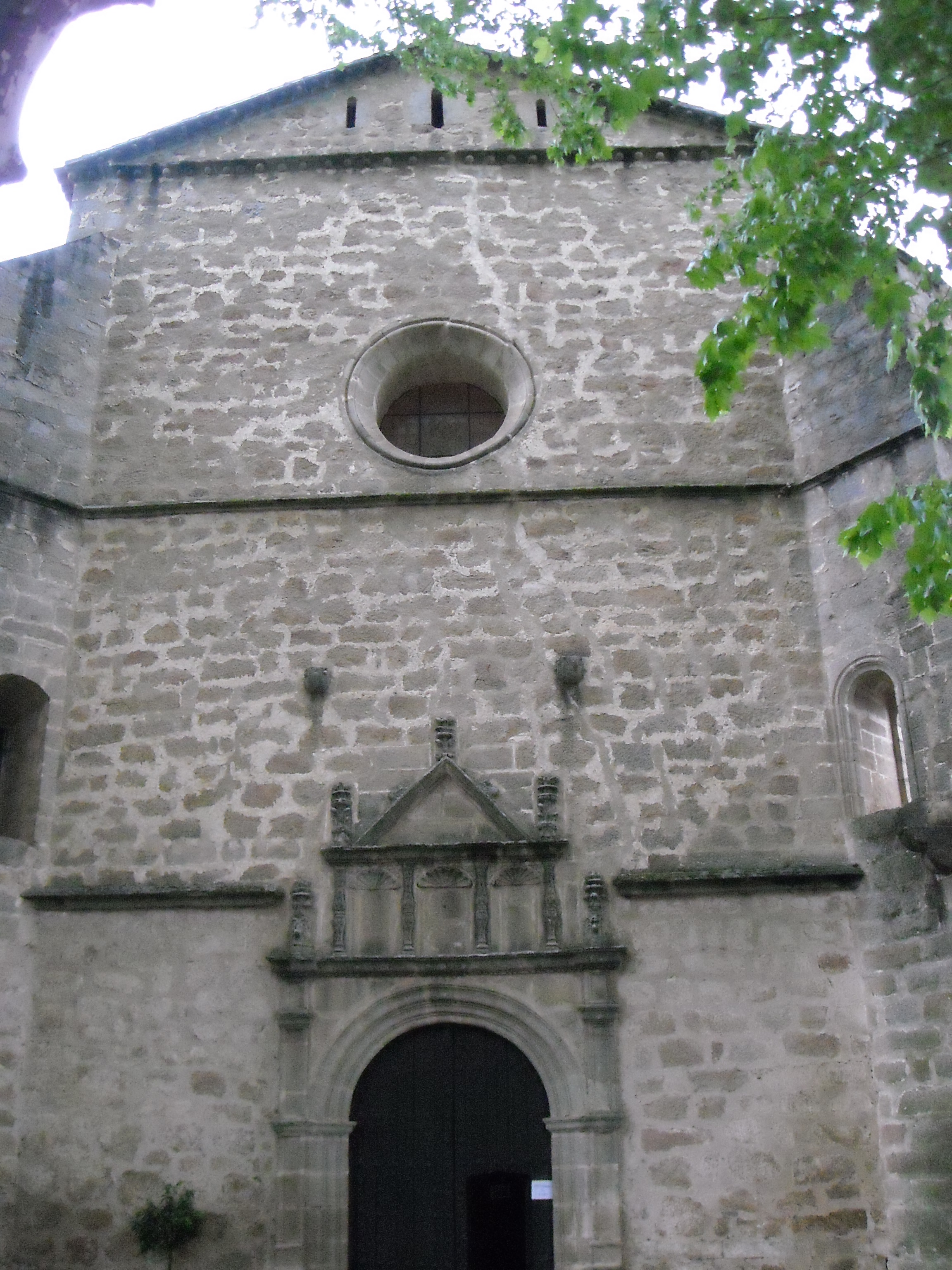
Entrada

L'interior està format per una única nau de quatre trams amb volta de creueria i capçalera poligonal. En el lateral dret de l'absis hi ha una porta al biaix que comunica amb el palau de l'Emperador. El cor està sustentat per arc carpanell i volta rebaixada. En el cor es troba un bell cadirat.

Just davall de l'altar major es troba la cripta on s'enterrà l'emperador. Fou la seva voluntat que hi fos allà perquè el sacerdot, quan digués missa, posés els peus sobre el seu tors. Actualment està enterrat al Monestir d'El Escorial

### Els claustres

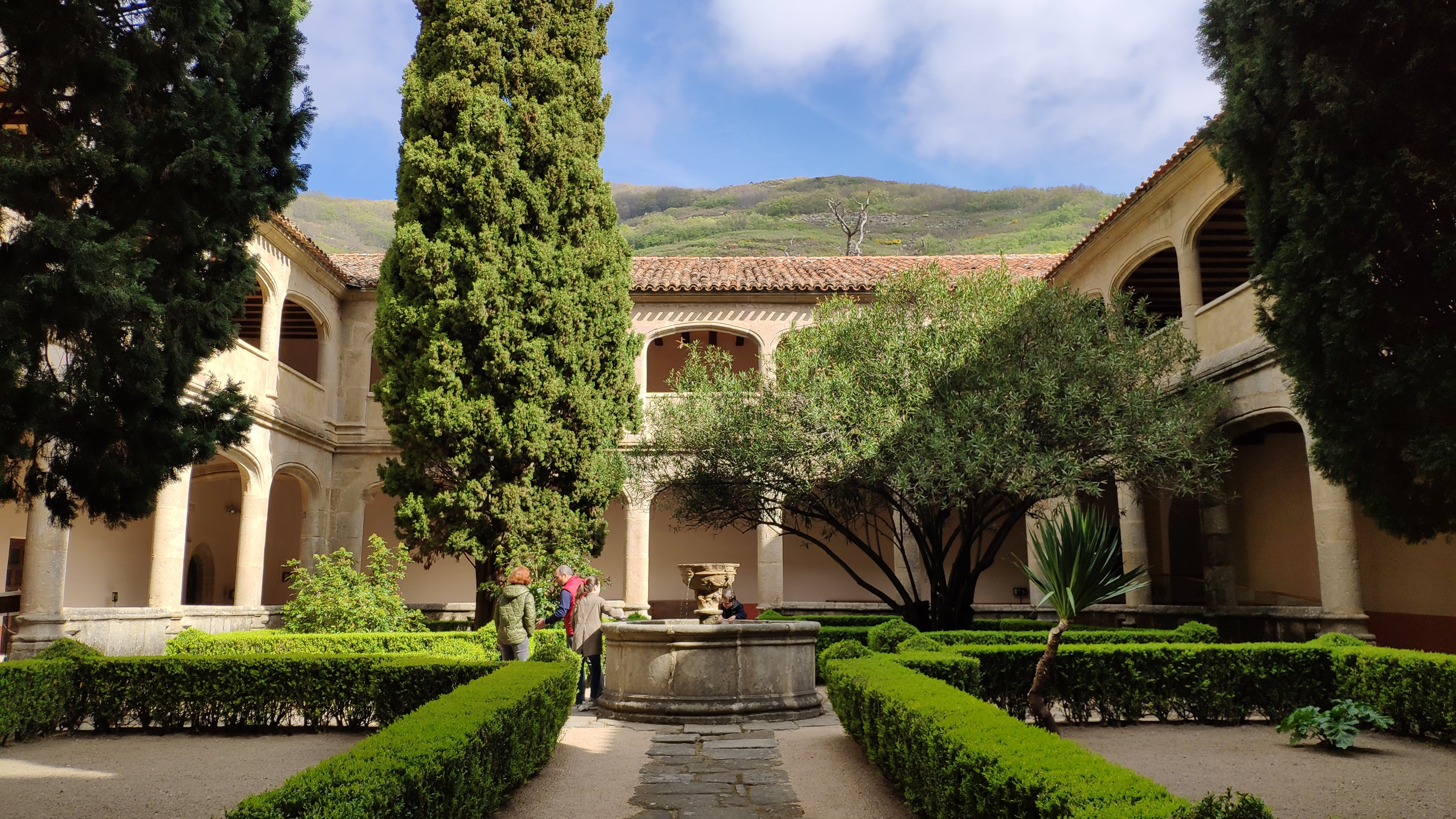
Claustre gòtic

Hi ha dos claustres, un gòtic rectangular de dues plantes, amb arcs carpanells recolzats en columnes cilíndriques on les galeries tenen el sostre de fusta. És de finals del segle xv i la seva ornamentació és escassa.
L'altre claustre és renaixentista del segle xvi. També és rectangular i té dos pisos com l'anterior, però és més ample. El pis inferior té arcs de mig punt i el superior arcs escarsers. Les columnes de suport són renaixentistes decorades amb volutes.

### Casa-Palau de Carles V

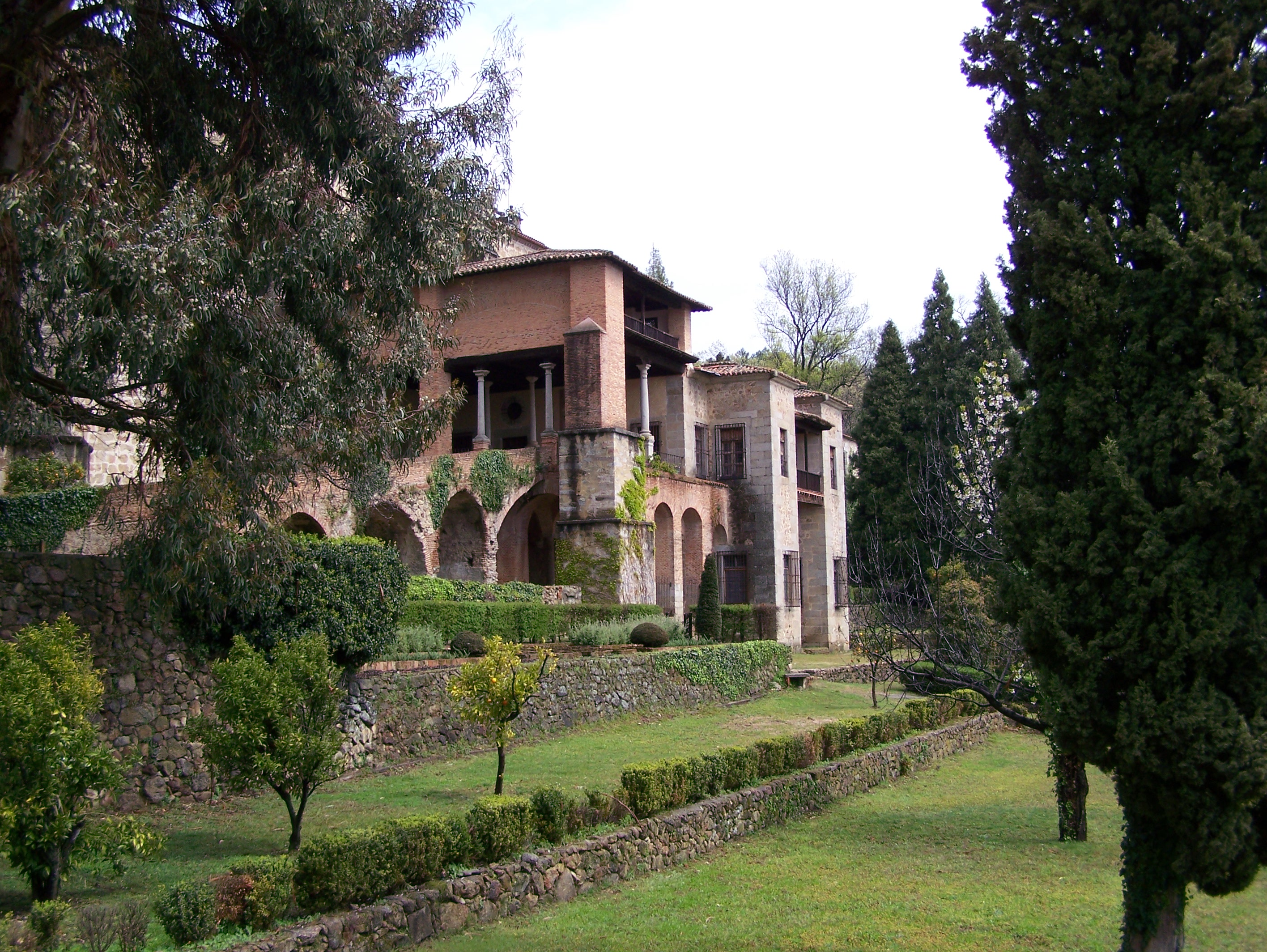
Casa-Palau

És un palau molt auster i està adossat a l'església. Es construí el 1557 perquè hi pogués residir l'emperador Carles V. Està fet a base de maons, pedra picada i paredat.
Té dues plantes amb quatre cambres cada una. La planta baixa és l'actual seu de la Academia Europea de Yuste i mai va ser emprada per Carles V. Pel que fa a la planta superior, en la qual va residir l'emperador, té un corredor central que separa dues àrees amb dues cambres cada una. Les cambres a la dreta del corredor, que donaven al jardí, tenien la funció de menjador i sala d'audiències. A l'altra banda del corredor hi ha una antecambra on estava la guàrdia, i el dormitori. El dormitori té un accés directe a l'església, de forma que quan estava malalt podia assistir a missa des del llit. L'accés a aquesta planta es feia per una rampa, de forma que es pogués accedir a cavall a les cambres.
Pel que fa al mobiliari que emprà Carles V es conserva molt poca cosa. Podem destacar la llitera en la qual es traslladà al Monestir i la cadira articulada que es construí especialment per a ell a causa del problema de gota que patia.